# Platyptilia aarviki
Platyptilia aarviki là một loài bướm đêm thuộc họ Pterophoroidea. Nó được tìm thấy ở Kenia. The species is được đặt tên theo Leif Aarvik, in honour of his thorough work on the "Microlepidoptera" of Tanzania.
Sải cánh dài ca. 33 mm. The moth gặp ở tháng 11.